# Comuna Pidruddea, Ovruci
Pidruddea (în ucraineană Підрудянська сільська рада) este o comună în raionul Ovruci, regiunea Jîtomîr, Ucraina, formată din satele Iațkovîci, Kolosivka și Pidruddea (reședința).

## Demografie
Componența lingvistică a comunei Pidruddea
     Ucraineană (94,59%)
     Rusă (3,41%)
     Belarusă (1,31%)
     Alte limbi (0,52%)
Conform recensământului din 2001, majoritatea populației comunei Pidruddea era vorbitoare de ucraineană (94,59%), existând în minoritate și vorbitori de rusă (3,41%) și belarusă (1,31%).